# Antigoné-daru
Az Antigoné-daru (Grus antigone) a madarak osztályának a darualakúak (Gruiformes) rendjébe, azon belül a darufélék (Gruidae) családjába tartozó faj.

## Előfordulása
Megtalálható az indiai szubkontinensen, Délkelet-Ázsiában és Ausztráliában. A természetes élőhelye szubtrópusi és trópusi síkságok és mocsarak.

## Alfajai
- Grus antigone antigone (Linnaeus, 1758)
- Grus antigone gillae Schodde, Blackman, & Haffenden, 1989
- Grus antigone sharpii Blanford, 1895

## Megjelenése
Az Antigoné-daru fenséges, nagy méretű madár, a legnagyobb ma élő darufaj: átlag másfél méteres testhosszal büszkélkedhet. Fejét és nyakának felső részét nem fedi toll: itt a csupasz bőr bíborvörös. Tollazata egységesen gyöngyszürke.

## Életmódja
Társas madár, gyakran megfigyelhetjük fajtársai, de akár más gázlómadarak között is, amelyekkel élőhelyén osztozik. Tápláléka rovarok, vízi növények, halak (valószínűleg csak fogságban), békák, rákok és magvak. Időnként nagyobb ragadozókat is elkap, mint például vízi kígyót (Xenochrophis piscator), esetenként más madarak tojásait is megeszi meg teknőst is. Rendkívül sok időt fordít cicomázkodásra, tollazata fésülgetésére: nagy gonddal ügyel rá, hogy mindig, de különösen ősszel tökéletesen rendben legyen. Ilyenkor újul meg tollazata. Finom mozdulatai, kecses léptei rendkívül elegáns madárrá teszik.

## Természetvédelmi állapota
Az Antigoné-daru a buddhisták szent madara. A folyók lecsapolása és a vadászata fenyegeti. Az IUCN vörös listáján a sebezhető kategóriában szerepel.

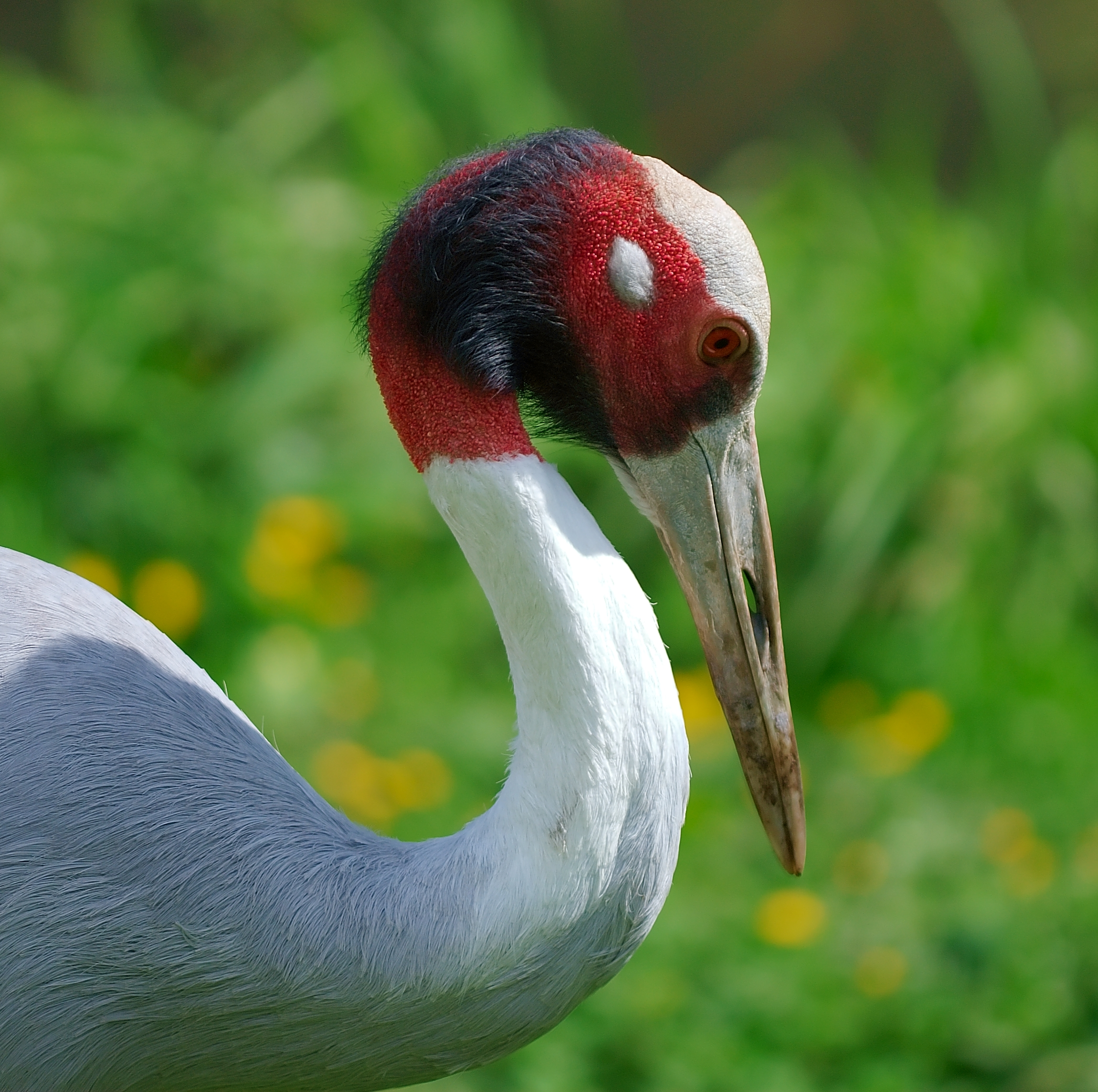
Portré
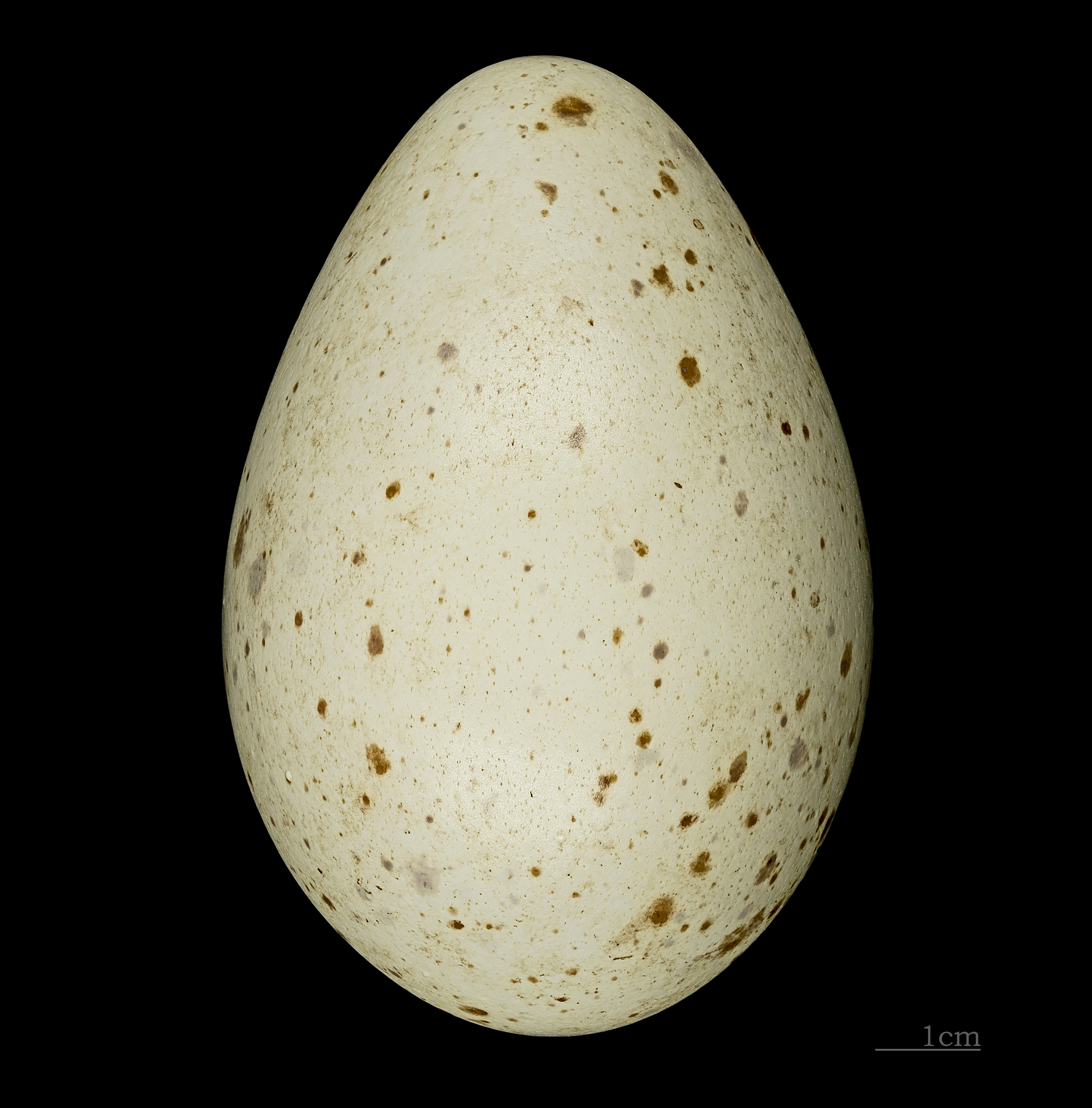
Tojás

## Külső hivatkozások
- Képek az interneten a fajról
- Internet Bird Collection - videók a fajról

## Fordítás
- Ez a szócikk részben vagy egészben  a   Sarus Crane című angol Wikipédia-szócikk fordításán alapul.  Az eredeti cikk szerkesztőit annak laptörténete sorolja fel. Ez a jelzés csupán a megfogalmazás eredetét és a szerzői jogokat jelzi, nem szolgál a cikkben szereplő információk forrásmegjelöléseként.